# Ove Andersson (Sibirienkännare)
Ove Andersson, född 27 september 1932, död 13 augusti 2018, var en svensk forskningsresande, fotograf och äventyrare med fokus på Sibirien.
Andersson växte upp i Jokkmokk och vande sig tidigt vid ödemark och köldgrader. På 1950-talet började han skriva på DN:s Namn och Nytt-sida om bland annat lappmarkens växter. Han blev senare nyfiken på Sibirien och fick efter många års ansträngningar tillstånd från Sovjetunionens myndigheter att resa dit. Han kom från och med 1975 att göra många resor dit och besöka undangömda fjärran nomadkulturer. Han besökte olika delar av Sibirien, från ishavstundran i norr till öknarna i Asiens mitt, och färdades med hjälp av kameler, hästar, hund- och renspann.
Vid alla resor fotograferade han det han såg, och utvecklade rutiner och metoder för att fotografera i extrem kyla. Han höll många föredrag där han berättade och visade bilder från sina resor, och medverkade i radio med bland annat programmet "Det varma Sibirien" (1986) tillsammans med Bengt "Polo" Johanson. Den 30 juli 1984 samt den 23 juli 1991 var han värd i Sommar i P1.